# عمان في الألعاب البارالمبية الصيفية 2012
تنافست سلطنة عُمان في دورة الألعاب البارالمبية الصيفية 2012 في لندن بالمملكة المتحدة من 29 أغسطس إلى 9 سبتمبر 2012. حيث شارك اللاعب محمد النبهاني بألعاب القوى للرجال واللاعب عصام البلوشي برياضة رفع الأثقال للرجال.

## ألعاب القوى
أحداث ميدانية للرجال
| رياضي         | حدث              | مسافة | نقاط | رتبة |
| ------------- | ---------------- | ----- | ---- | ---- |
| محمد النبهاني | رمي القرص F32-34 | 20.94 | 574  | 19   |
| محمد النبهاني | رمي الرمح F33-34 | 17.33 | -    | 16   |

## رفع الأثقال
الرجال
| رياضي        | حدث    | نتيجة | رتبة |
| ------------ | ------ | ----- | ---- |
| عصام البلوشي | -90كجم | 172.0 | 8    |